# Do kogo biegłam
Do kogo biegłam – singiel zespołu Maanam wydany w kwietniu 2004 roku, promujący jedenasty album studyjny Znaki szczególne. Do utworu powstał teledysk.

## Lista utworów
1. „Do kogo biegłam” – 3:55

## Twórcy
- Kora – śpiew
- Marek Jackowski – gitary
- Janusz „Yanina” Iwański – gitary
- Bogdan Wawrzynowicz – gitara basowa
- Jose Manolo Alban Juarez – perkusja
- Cezary Kaźmierczak – instrumenty klawiszowe